# Zwartbruine knotszwam
De zwartbruine knotszwam (Clavaria pullei) is een schimmel behorend tot de familie clavariaceae. Deze koraalzwam leeft mogelijk saptrotroof tussen mos in grazige vegetatie op kleiïge bodem en in extensief begraasd wasplatengrasland.

## Kenmerken
Clavaria pullei heeft rode tot bruine vruchtlichamen zonder vertakkingen. De vorm is smal cilindrisch-knotsvormig. De vruchtlichamen zijn 2-4 cm lang. De sporen zijn glad, ellipsoïde en ca. 6 x 4 μm.

## Verspreiding
In Nederland komt de zwartbruine knotszwam zeer zeldzaam voor. Hij staat op de rode lijst in de categorie 'Gevoelig'.